# Chathamia brevipennis
Chathamia brevipennis är en nattsländeart som beskrevs av Tillyard 1925. Chathamia brevipennis ingår i släktet Chathamia och familjen Chathamiidae. Inga underarter finns listade i Catalogue of Life.